# Коктобе (Кордайський район)
Коктобе́ (каз. Көктөбе) — село у складі Кордайського району Жамбильської області Казахстану. Входить до складу Сулуторського сільського округу.
У радянські часи село називалося Горнонікольське.
Населення — 230 осіб (2021; 317 у 2009, 418 у 1999, 455 у 1989).